# Stenographische Praxis
Die Stenographische Praxis war eine Zeitschrift für Stenographie, die von 1907 bis 1933 erschienen ist.

## Geschichte
Zunächst wurde die Zeitschrift vom Verein Berliner Kammerstenographen herausgegeben. Später wurde die Zeitschrift zu einem Organ des Vereins Deutscher Kammerstenographen und der Berufsvereinigung Stenographischer Praktiker Deutschlands.
Die Zeitschrift wurde 1933 eingestellt. Als direkte Nachfolge erschien bis 1944 das Mitteilungsblatt der Fachgruppe Parlamentsstenografen in der Deutschen Stenografenschaft. Als spätere Nachfolgerin gilt die Neue Stenographische Praxis des Verbandes der Parlaments- und Verhandlungsstenografen e.V.
Als Beilage wurde von 1907 bis 1908 das Diktierbuch beigelegt.

## Inhalt
Die Stenographische Praxis war eine Fachzeitschrift für Stenographie. Sie berichtete insbesondere über die unterschiedliche Stenographie in den deutschsprachigen Parlamenten, wie der badischen Kammer oder der Lübecker Bürgerschaft, aber auch internationalen Parlamenten, wie dem bulgarischen Parlament und dem britischen House of Commons. Zusätzlich dazu enthielt die Zeitschrift zahlreiche Berichte über den Beruf des Stenographen und verschiedene stenographische Systeme, sowie linguistische Themen, so bspw. Stilblüten im Parlament.